# Styliceps
Styliceps is een kevergeslacht uit de familie van de boktorren (Cerambycidae). De wetenschappelijke naam van het geslacht werd voor het eerst geldig gepubliceerd in 1869 door Lacordaire.

## Soorten
Styliceps kent de volgende twee soorten:
- Styliceps sericatus (Pascoe, 1859)
- Styliceps striatus (Voet, 1778)